# Ammoselinum rosengurtii
Ammoselinum rosengurtii là một loài thực vật có hoa trong họ Hoa tán. Loài này được Mathias & Constance mô tả khoa học đầu tiên năm 1950.

## Hình ảnh

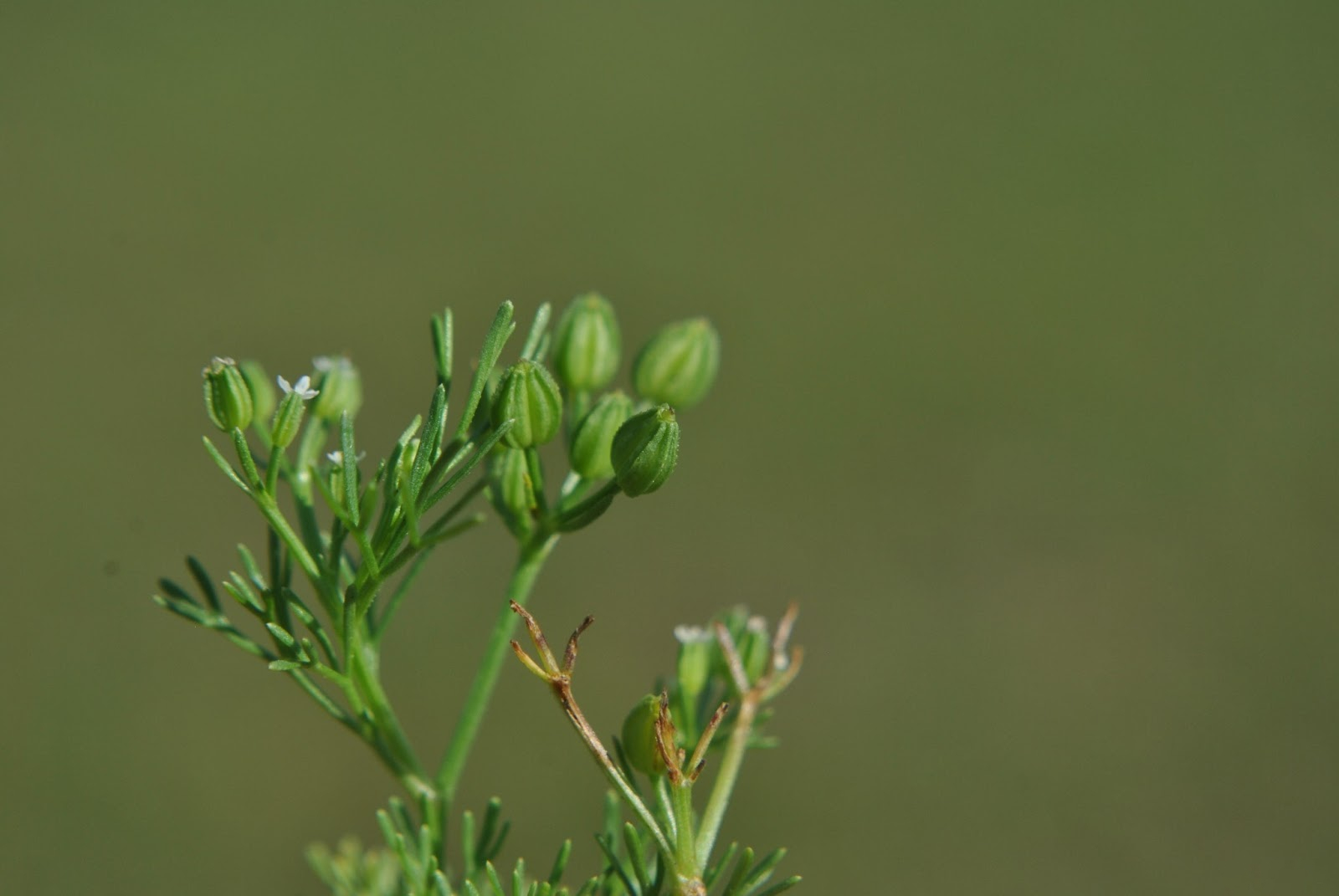
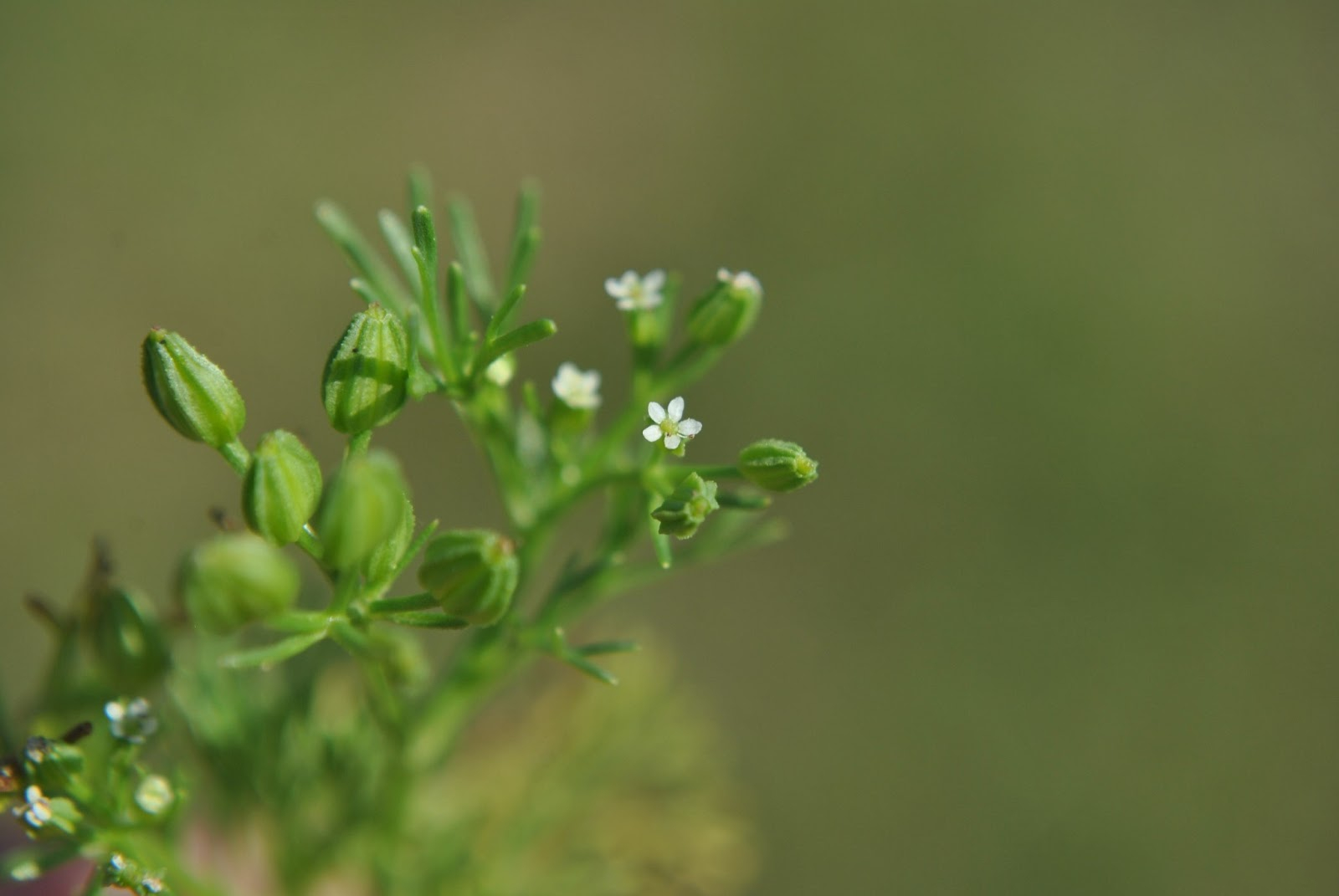
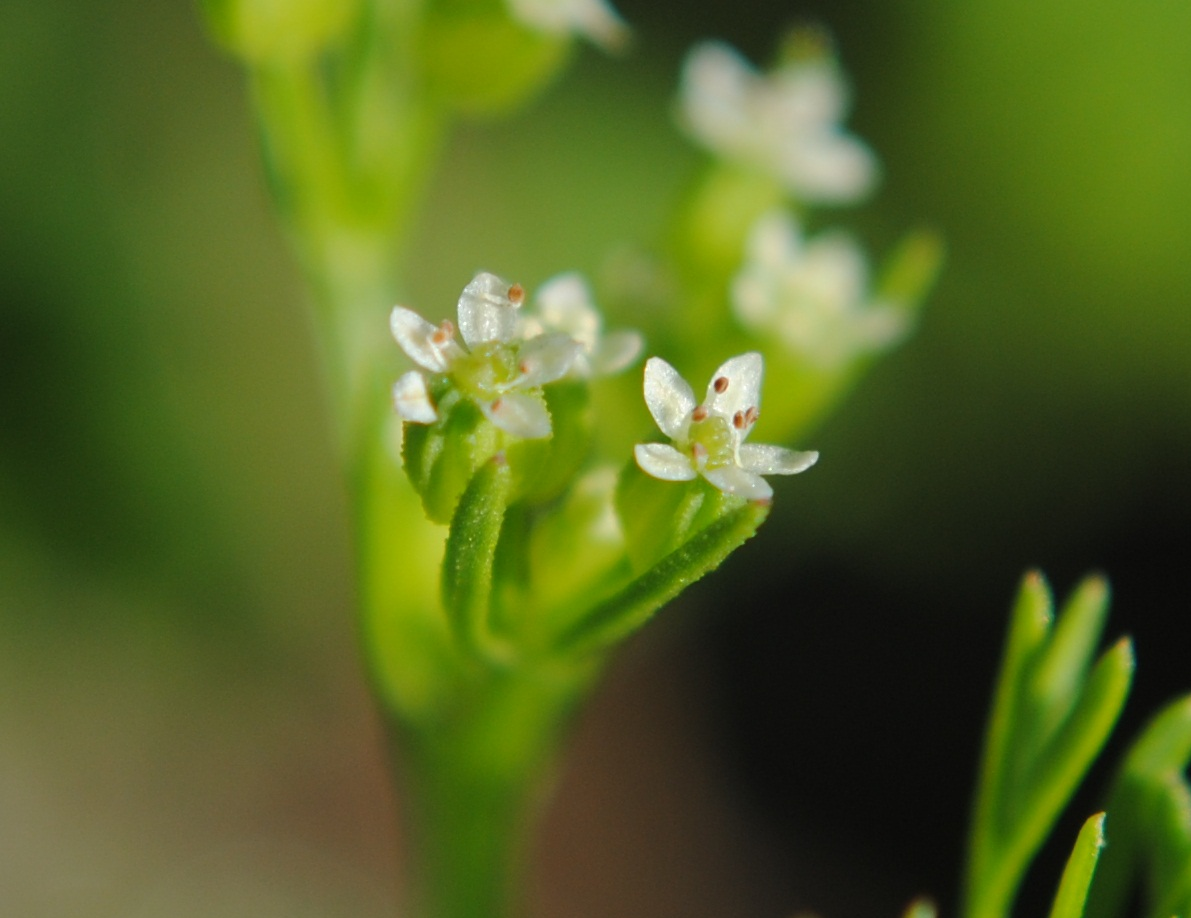
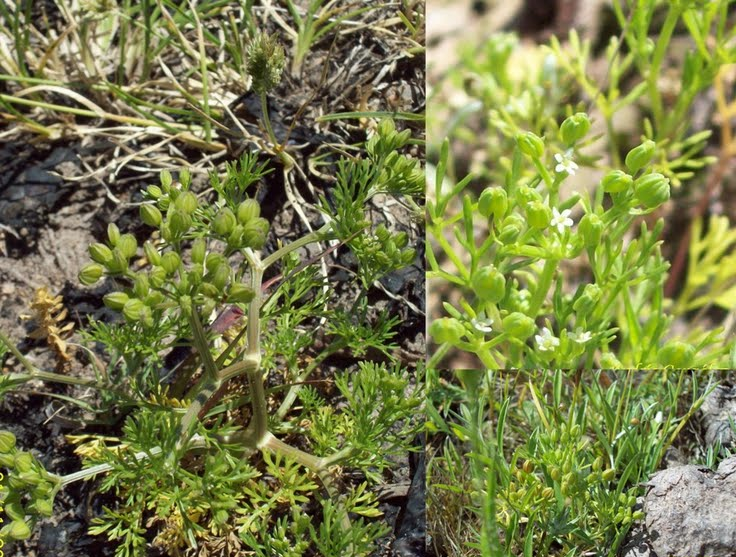